# Petteri Koponen
Petteri Koponen és un jugador de bàsquet de nacionalitat finlandesa. Juga en la posició de base. L'estiu de 2016 va firmar un contracte per tres temporades amb la Secció de bàsquet del Futbol Club Barcelona.